# Segunda Divisão 1990
Die Divisão Especial 1989 war die elfte Spielzeit der zweiten Fußballliga Brasiliens.

## Saisonverlauf
Der Wettbewerb startete am 18. August 1990 in seine neue Saison und endete am 16. Dezember 1990. Die Meisterschaft wurde vom nationalen Verband CBF ausgerichtet. Am Ende der Saison konnte Sport Recife die Meisterschaft feiern.
Im Gegensatz zum Vorjahr wurde die Liga von 96 auf 24 Teilnehmer reduziert. Der Wettbewerb wurde in drei Gruppenphasen und einem Finale ausgetragen. Alle Begegnungen wurden in Hin- und Rückspiel ausgetragen. Beide Finalisten qualifizierten sich für die erste Liga 1991. Die vier schlechtesten Gruppenmitglieder aus der ersten Runde stiegen in die Série C 1991 ab.

## Teilnehmer
Atlético Rio Negro Clube verlor seine Teilnahmeberechtigung. Die nachrückenden Klubs America FC (RJ) und ABC Natal lehnten eine Teilnahme ab, so dass der Botafogo FC (SP) die Möglichkeit der Teilnahme erhielt.
20 Klubs qualifizierten sich durch die Teilnahme in der zweiten Liga 1989 Atletico Paranaense, Guarani FC, Sport Recife und Coritiba FC waren aus der ersten Liga 1989 abgestiegen. Atletico Paranaense und Sport bestritten das Finale.
Die Teilnehmer waren:
| Bundesstaat       | Klub                    | Ergebnis           |
| ----------------- | ----------------------- | ------------------ |
| Acre              | Rio Branco FC (AC)      | 1. Runde           |
| Bahia             | AD Catuense             | 3. Runde           |
| Ceará             | Ceará SC                | 2. Runde           |
| Goiás             | AA Anapolina            | 1. Runde (Abstieg) |
| Maranhão          | Moto Club de São Luís   | 3. Runde           |
| Pará              | Clube do Remo           | 2. Runde           |
| Paraíba           | FC Treze                | 1. Runde (Abstieg) |
| Paraná            | Atletico Paranaense     | Finale             |
| Paraná            | Coritiba FC             | 1. Runde (Abstieg) |
| Paraná            | Grêmio Maringá          | 2. Runde           |
| Paraná            | Operário Ferroviário EC | 3. Runde           |
| Pernambuco        | Central SC              | 1. Runde           |
| Pernambuco        | Santa Cruz FC           | 1. Runde           |
| Pernambuco        | Sport Recife            | Meister            |
| Rio de Janeiro    | Americano FC (RJ)       | 1. Runde (Abstieg) |
| Rio de Janeiro    | Itaperuna EC            | 2. Runde           |
| Rio Grande do Sul | EC Juventude            | 3. Runde           |
| Santa Catarina    | Blumenau EC             | 2. Runde           |
| Santa Catarina    | Criciúma EC             | 3. Runde           |
| Santa Catarina    | Joinville EC            | 1. Runde           |
| São Paulo         | Botafogo FC (SP)        | 2. Runde           |
| São Paulo         | Guarani FC              | 3. Runde           |
| São Paulo         | CA Juventus             | 2. Runde           |
| São Paulo         | XV de Novembro          | 2. Runde           |

## 1. Runde
In der ersten Runde traten die 24 Teilnehmer in vier Gruppen zu je sechs Klubs einmal in Hin- und Rückspiel gegeneinander an. Die besten vier Klubs jeder Gruppe zogen in die zweite Runde ein.
Das Ranking ergab er sich aus:
- Anzahl der Punkte
- Anzahl der Siege
- Tordifferenz
- Erzielte Tore
- Direkter Vergleich

### Gruppe A
| Pl. | Verein              | Sp. | S | U | N | Tore    | Diff. | Punkte |
| --- | ------------------- | --- | - | - | - | ------- | ----- | ------ |
| 1.  | Criciúma EC         | 10  | 5 | 3 | 2 | 008:600 | +2    | 13     |
| 2.  | Blumenau EC         | 10  | 3 | 5 | 2 | 005:300 | +2    | 11     |
| 3.  | Atletico Paranaense | 10  | 2 | 7 | 1 | 007:200 | +5    | 11     |
| 4.  | EC Juventude        | 10  | 3 | 4 | 3 | 006:700 | −1    | 10     |
| 5.  | Joinville EC        | 10  | 2 | 5 | 3 | 008:800 | ±0    | 09     |
| 6.  | Coritiba FC         | 10  | 2 | 2 | 6 | 006:140 | −8    | 06     |

### Gruppe B
| Pl. | Verein             | Sp. | S | U | N | Tore    | Diff. | Punkte |
| --- | ------------------ | --- | - | - | - | ------- | ----- | ------ |
| 1.  | Grêmio Maringá     | 10  | 4 | 4 | 2 | 009:600 | +3    | 12     |
| 2.  | EC XV de Novembro  | 10  | 4 | 4 | 2 | 013:120 | +1    | 12     |
| 3.  | Botafogo FC (SP)   | 10  | 4 | 3 | 3 | 014:600 | +8    | 11     |
| 4.  | Guarani FC         | 10  | 4 | 2 | 4 | 013:110 | +2    | 10     |
| 5.  | Rio Branco FC (AC) | 10  | 2 | 4 | 4 | 007:150 | −8    | 08     |
| 6.  | AA Anapolina       | 10  | 1 | 5 | 4 | 009:150 | −6    | 07     |

### Gruppe C
| Pl. | Verein                  | Sp. | S | U | N | Tore    | Diff. | Punkte |
| --- | ----------------------- | --- | - | - | - | ------- | ----- | ------ |
| 1.  | AD Catuense             | 10  | 5 | 4 | 1 | 014:600 | +8    | 14     |
| 2.  | Operário Ferroviário EC | 10  | 4 | 4 | 2 | 016:800 | +8    | 12     |
| 3.  | CA Juventus             | 10  | 5 | 1 | 4 | 008:100 | −2    | 11     |
| 4.  | Itaperuna EC            | 10  | 3 | 4 | 3 | 010:110 | −1    | 10     |
| 5.  | Central SC              | 10  | 1 | 5 | 4 | 004:800 | −4    | 07     |
| 6.  | Americano FC (RJ)       | 10  | 2 | 2 | 6 | 004:130 | −9    | 06     |

### Gruppe D
| Pl. | Verein                | Sp. | S | U | N | Tore    | Diff. | Punkte |
| --- | --------------------- | --- | - | - | - | ------- | ----- | ------ |
| 1.  | Sport Recife          | 10  | 3 | 6 | 1 | 009:400 | +5    | 12     |
| 2.  | Moto Club de São Luís | 10  | 3 | 6 | 1 | 008:400 | +4    | 12     |
| 3.  | Clube do Remo         | 10  | 3 | 5 | 2 | 009:600 | +3    | 11     |
| 4.  | Ceará SC              | 10  | 4 | 2 | 4 | 008:900 | −1    | 10     |
| 5.  | Santa Cruz FC         | 10  | 2 | 6 | 2 | 008:900 | −1    | 10     |
| 6.  | FC Treze              | 10  | 1 | 3 | 6 | 004:140 | −10   | 05     |

## 2. Runde
In der zweiten Runde traten die 16 Teilnehmer in vier Gruppen zu je viert Klubs einmal in Hin- und Rückspiel gegeneinander an. Die besten zwei Klubs jeder Gruppe zogen in die dritte Runde ein.

### Gruppe E
| Pl. | Verein            | Sp. | S | U | N | Tore    | Diff. | Punkte |
| --- | ----------------- | --- | - | - | - | ------- | ----- | ------ |
| 1.  | Guarani FC        | 6   | 3 | 2 | 1 | 006:300 | +3    | 08     |
| 2.  | Criciúma EC       | 6   | 2 | 2 | 2 | 005:400 | +1    | 06     |
| 3.  | EC XV de Novembro | 6   | 2 | 1 | 3 | 005:800 | −3    | 05     |
| 4.  | Blumenau EC       | 6   | 1 | 3 | 2 | 005:600 | −1    | 05     |

### Gruppe F
| Pl. | Verein              | Sp. | S | U | N | Tore    | Diff. | Punkte |
| --- | ------------------- | --- | - | - | - | ------- | ----- | ------ |
| 1.  | EC Juventude        | 6   | 4 | 2 | 0 | 006:100 | +5    | 10     |
| 2.  | Atletico Paranaense | 6   | 3 | 1 | 2 | 007:400 | +3    | 07     |
| 3.  | Botafogo FC (SP)    | 6   | 2 | 2 | 2 | 004:300 | +1    | 06     |
| 4.  | Grêmio Maringá      | 6   | 0 | 1 | 5 | 003:120 | −9    | 01     |

### Gruppe G
| Pl. | Verein                | Sp. | S | U | N | Tore    | Diff. | Punkte |
| --- | --------------------- | --- | - | - | - | ------- | ----- | ------ |
| 1.  | AD Catuense           | 6   | 3 | 1 | 2 | 006:500 | +1    | 07     |
| 2.  | Moto Club de São Luís | 6   | 3 | 0 | 3 | 004:300 | +1    | 06     |
| 3.  | CA Juventus           | 6   | 3 | 0 | 3 | 005:500 | ±0    | 06     |
| 4.  | Ceará SC              | 6   | 2 | 1 | 3 | 003:500 | −2    | 05     |

### Gruppe H
| Pl. | Verein                  | Sp. | S | U | N | Tore    | Diff. | Punkte |
| --- | ----------------------- | --- | - | - | - | ------- | ----- | ------ |
| 1.  | Operário Ferroviário EC | 6   | 3 | 2 | 1 | 006:500 | +1    | 08     |
| 2.  | Sport Recife            | 6   | 1 | 4 | 1 | 004:400 | ±0    | 06     |
| 3.  | Itaperuna EC            | 6   | 1 | 4 | 1 | 004:400 | ±0    | 06     |
| 4.  | Clube do Remo           | 6   | 1 | 2 | 3 | 005:600 | −1    | 04     |

## 3. Runde
In der dritten Runde traten die acht Teilnehmer in zwei Gruppen zu je viert Klubs einmal in Hin- und Rückspiel gegeneinander an. Die Gruppensieger jeder Gruppe zogen in das Finale ein.

### Gruppe I
| Pl. | Verein                | Sp. | S | U | N | Tore    | Diff. | Punkte |
| --- | --------------------- | --- | - | - | - | ------- | ----- | ------ |
| 1.  | Sport Recife          | 6   | 3 | 3 | 0 | 008:500 | +3    | 09     |
| 2.  | Guarani FC            | 6   | 3 | 2 | 1 | 010:300 | +7    | 08     |
| 3.  | EC Juventude          | 6   | 2 | 2 | 2 | 006:700 | −1    | 06     |
| 4.  | Moto Club de São Luís | 6   | 0 | 1 | 5 | 005:140 | −9    | 01     |

### Gruppe J
| Pl. | Verein                  | Sp. | S | U | N | Tore    | Diff. | Punkte |
| --- | ----------------------- | --- | - | - | - | ------- | ----- | ------ |
| 1.  | Atletico Paranaense     | 6   | 2 | 3 | 1 | 007:500 | +2    | 07     |
| 2.  | Criciúma EC             | 6   | 2 | 2 | 2 | 010:500 | +5    | 06     |
| 3.  | Operário Ferroviário EC | 6   | 2 | 2 | 2 | 005:900 | −4    | 06     |
| 4.  | AD Catuense             | 6   | 2 | 1 | 3 | 007:100 | −3    | 05     |

## Finale
Nachdem beide Spiele keinen Sieger hervorbrachten wurde Sport Recife aufgrund der besseren Saisonbilanz zum Meister erklärt.

### Hinspiel
| Atletico Paranaense                                              | Atletico Paranaense | Sport Recife | Sport Recife |
| ---------------------------------------------------------------- | --- | --- | ------------ |
| Atletico Paranaense                                              | \| 12. Dezember 1990 in Curitiba (Complexo Poliesportivo Pinheirão) \| \| Ergebnis: 1:1 (0:0) \| \| Zuschauer: 6.914 \| \| Schiedsrichter: Pedro Carlos Bregalda \| | \| 12. Dezember 1990 in Curitiba (Complexo Poliesportivo Pinheirão) \| \| Ergebnis: 1:1 (0:0) \| \| Zuschauer: 6.914 \| \| Schiedsrichter: Pedro Carlos Bregalda \|    | Sport Recife |
| Atletico Paranaense                                              | Toinho – Odemilson, Leonardo, Tiao, Ademar – Valdir, Luis Carlos Martins, Carlinhos – Ratinho (Tico ), Kita (Dirceu ), André Cheftrainer: Julinho                   | Paulo Victor – Givaldo, Aílton, Márcio Alcântara, Glauco – Agnaldo, Alencar, Marcus Vinícius – Joécio (Fábio ), Sérgio Alves, Neco (Assis ) Cheftrainer: Roberto Brida | Sport Recife |
| Atletico Paranaense                                              | 1:0 Martins (49.) | 1:1 Alencar (84.) | Sport Recife |
| 12. Dezember 1990 in Curitiba (Complexo Poliesportivo Pinheirão) | | |              |
| Ergebnis: 1:1 (0:0)                                              | | |              |
| Zuschauer: 6.914                                                 | | |              |
| Schiedsrichter: Pedro Carlos Bregalda                            | | |              |

### Rückspiel
| Sport Recife                                         | Sport Recife | Atletico Paranaense | Atletico Paranaense |
| ---------------------------------------------------- | --- | --- | ------------------- |
| Sport Recife                                         | \| 16. Dezember 1990 in Recife (Estádio Ilha do Retiro) \| \| Ergebnis: 0:0 \| \| Zuschauer: 22.712 \| \| Schiedsrichter: Wilson Carlos dos Santos \|                    | \| 16. Dezember 1990 in Recife (Estádio Ilha do Retiro) \| \| Ergebnis: 0:0 \| \| Zuschauer: 22.712 \| \| Schiedsrichter: Wilson Carlos dos Santos \| | Atletico Paranaense |
| Sport Recife                                         | Paulo Victor – Lopes, Aílton, Márcio Alcântara, Glauco – Agnaldo, Alencar, Marcus Vinícius – Mirandinha (Joécio ), Luís Carlos (Fábio ), Neco Cheftrainer: Roberto Brida | Toinho – Odemilson, Heraldo, Tiao, Ademar – Valdir, Luis Carlos Martins, Carlinhos – Ratinho (Dirceu ), Kita (Tico ), André Cheftrainer: Julinho      | Atletico Paranaense |
| 16. Dezember 1990 in Recife (Estádio Ilha do Retiro) | | |                     |
| Ergebnis: 0:0                                        | | |                     |
| Zuschauer: 22.712                                    | | |                     |
| Schiedsrichter: Wilson Carlos dos Santos             | | |                     |

## Abschlusstabelle
Die Tabelle diente lediglich zur Feststellung der Platzierung der einzelnen Mannschaften in der Saison. Sie wurde zeitweise vom Verband auch zur Ermittlung einer ewigen Rangliste herangezogen. Sie setzt sich zusammen aus allen ausgetragenen Spielen. In der Sortierung hat das Erreichen der jeweiligen Finalphase Vorrang vor den erzielten Punkten.
| Pl. | Verein                  | Sp. | S  | U  | N | Tore    | Diff. | Punkte |
| --- | ----------------------- | --- | -- | -- | - | ------- | ----- | ------ |
| 1.  | Sport Recife            | 24  | 7  | 15 | 2 | 022:140 | +8    | 29     |
| 2.  | Atletico Paranaense     | 24  | 7  | 13 | 4 | 022:120 | +10   | 27     |
| 3.  | Guarani FC              | 22  | 10 | 6  | 6 | 029:170 | +12   | 26     |
| 4.  | AD Catuense             | 22  | 10 | 6  | 6 | 027:210 | +6    | 26     |
| 5.  | Operário Ferroviário EC | 22  | 9  | 8  | 5 | 027:220 | +5    | 26     |
| 6.  | EC Juventude            | 22  | 9  | 8  | 5 | 018:150 | +3    | 26     |
| 7.  | Criciúma EC             | 22  | 9  | 7  | 6 | 023:150 | +8    | 25     |
| 8.  | Moto Club de São Luís   | 22  | 6  | 7  | 9 | 017:210 | −4    | 19     |
| 9.  | CA Juventus             | 16  | 8  | 1  | 7 | 013:150 | −2    | 17     |
| 10. | Botafogo FC (SP)        | 16  | 6  | 5  | 5 | 018:900 | +9    | 17     |
| 11. | EC XV de Novembro       | 16  | 6  | 5  | 5 | 018:200 | −2    | 17     |
| 12. | Blumenau EC             | 16  | 4  | 8  | 4 | 010:900 | +1    | 16     |
| 13. | Itaperuna EC            | 16  | 4  | 8  | 4 | 014:150 | −1    | 16     |
| 14. | Ceará SC                | 16  | 6  | 3  | 7 | 011:140 | −3    | 15     |
| 15. | Clube do Remo           | 16  | 4  | 7  | 5 | 014:120 | +2    | 15     |
| 16. | Grêmio Maringá          | 16  | 4  | 5  | 7 | 012:180 | −6    | 13     |
| 17. | Santa Cruz FC           | 10  | 2  | 6  | 2 | 008:900 | −1    | 10     |
| 18. | Joinville EC            | 10  | 2  | 5  | 3 | 008:800 | ±0    | 09     |
| 19. | Rio Branco FC (AC)      | 10  | 2  | 4  | 4 | 007:150 | −8    | 08     |
| 20. | Central SC              | 10  | 1  | 5  | 4 | 004:800 | −4    | 07     |
| 21. | AA Anapolina            | 10  | 1  | 5  | 4 | 009:150 | −6    | 07     |
| 22. | Coritiba FC             | 10  | 2  | 2  | 6 | 006:140 | −8    | 06     |
| 23. | Americano FC (RJ)       | 10  | 2  | 2  | 6 | 004:130 | −9    | 06     |
| 24. | FC Treze                | 10  | 1  | 3  | 6 | 004:140 | −10   | 05     |